# Psammoecus incommodus
Psammoecus incommodus is een kever uit de familie spitshalskevers (Silvanidae). De wetenschappelijke naam van de soort werd in 1859 gepubliceerd door Francis Walker.